# RandstadRail 34
Lijn 34 van RandstadRail is een lightrailverbinding in de regio Haaglanden, in de Nederlandse provincie Zuid-Holland. De lijn wordt gereden door HTM. 
Deze tramlijn is een tram op de werkdagen met gecombineerde trajecten van tram 3 en 4 die alleen in de spitsuren rijdt en de extra spitsritten van tram 3 en 4 van de eerdere dienstregeling heeft vervangen. De trams rijden op werkdagen tijdens de spitsuren iedere 10 minuten met enkele voertuigen en niet met gekoppelde voertuigen wat tram 4 op enkele ritten wel deed.

## Route en dienstregeling
De lijn verbindt de wijk Bohemen (De Savornin Lohmanplein) via de Laan van Meerdervoort, Koningin Emmakade, langs HMC Westeinde, Brouwersgracht, door de tramtunnel, via het NS-station Centraal, het Beatrixkwartier, het NS-station Laan van Nieuw Oost Indië, door Voorburg, Leidschendam en Leidschenveen en Zoetermeer met Station Lansingerland-Zoetermeer.
Tramlijn 34 rijdt op werkdagen tijdens de spitsuren tussen 7.00 en 10.00 uur en tussen 15.00 en 19.00 uur iedere 10 minuten.
34 is het hoogste nummer voor een HTM tramlijn voor een normale (semi-)permanente lijn sinds 1966 (toen werden 36 & 37 opgeheven) (vernummerd in 10 en 1). Dit is afgezien van bijv. de nummers 29, 53, 56 en 59, die wel eens abusievelijk of tijdelijk gebruikt werden. Voor de Tweede Wereldoorlog (tot in 1937) was 21 het hoogste nummer.

## Geschiedenis
Dit is de eerste tramlijn 34 in de geschiedenis in Haaglanden. In 1965/1966 bestond er wel een zomerbuslijn 34, een ringlijn tussen Madurodam en Station HS. Daarvoor was er al een bus 34 tussen Bohemen en Scheveningen, als opvolger van lijn H.. Tussen 1972 en 1994 was er weer een bus 34, van Station Rijswijk via de Plaspoelpolder naar 't Haantje. Deze spitsbus had iets unieks, want hij werd zowel door HTM als Westnederland in hun dienstregeling vermeld. Er werd een klein stadsbusje uit Delft voor ingezet.

### 2019-heden
- 22 juli 2019: Tijdens de voorgaande zomerdienstregelingen reden de extra spitsritten van tramlijn 3 en 4 van de reguliere dienstregeling niet. Hierdoor was het gevolg dat de trams van lijn 3 en 4 meestal vaker en sneller overvol raken tijdens de spits in de zomer. HTM besloot als pilot om een gecombineerde tramlijn 3 en 4 te introduceren op het traject Den Haag De Savornin Lohmanplein - Lansingerland-Zoetermeer. Deze lijn reed alleen op werkdagen in spits en reed tot en met 31 augustus 2019. Tussen Den Haag De Savornin Lohmanplein - HMC Westeinde reed die als tramlijn 3 en werd daar overgeschakeld naar tramlijn 4 die verder reed naar Lansingerland-Zoetermeer. Door complexe systemen in de tram werden de lijnnummers meestal niet direct vertoond en stond in de richting van HMC Westeinde met deze bestemming als lijnbestemming gefilmd op de tram. Dit leverde verwarringen op voor de reizigers. Eind 2019 werd door de HTM een enquête afgenomen onder de reizigers over de mogelijke lijnvoering. In het voorjaar van 2020 werd bekend dat deze gecombineerde spitstram in volgende zomerdienstregeling wordt aangeduid als tramlijn 34.
- 23 juli 2020: Tramlijn 34 werd ingesteld op het traject Den Haag De Savornin Lohmanplein - Lansingerland-Zoetermeer. De lijn diende als spitstram op de werkdagen voor tijdens de zomerdienstregeling ter vervanging van de extra spitsritten van tramlijn 3 en 4, die tijdens de zomerdienstregeling doorgaans niet rijden. Deze spitstram reed aanvankelijk tot en met 28 augustus 2020.
- 31 augustus 2020: Door de gevolgen van de coronacrisis reed tramlijn 34 voor een bepaalde tijd vaker tijdens de werkdagen tussen 7.00 en 19.00 uur iedere 10 minuten. Deze tramlijn ondersteunde de drukke trajecten op tram 3 en 4. De reguliere spitsritten op tram 3 en 4 reden hierdoor niet en werden de gekoppelde voertuigen op tram 4 niet meer ingezet.
- 22 oktober 2020: Door de strengere coronamaatregelen in Nederland, waardoor minder reizigers zijn en om betrouwbare dienstregeling aan te kunnen bieden door de HTM reed tramlijn 34 voorlopig niet meer.
- 4 januari 2021: Ondanks de lockdown en de coronamaatregelen in Nederland reed tramlijn 34 weer volgens de nieuwe jaardienstregeling.
- 17 juli 2021: Wegens werkzaamheden bij het Centraal Station (Hoog) en bij de tramtunnel Grote Marktstraat reed tramlijn 34 tot 15 augustus 2021 niet.
- 10 januari 2022: Tramlijn 34 rijdt op werkdagen alleen tijdens de spitsuren tussen 7.00 en 10.00 uur en tussen 15.00 en 19.00 uur.
- Sinds 2022 rijdt tramlijn 34 niet tijdens de zomervakantie.